# Výborná
Výborná je obec na Slovensku v okrese Kežmarok. V obci žije přibližně 1 400 obyvatel. První písemná zmínka o obci pochází z roku 1289.
V obci stojí římskokatolický kostel sv. Uršuly z roku 1313.